# Lorfou
Pour plus de détails, voir Fiche technique et Distribution.
Lorfou est un téléfilm français réalisé par Daniel Duval, adapté de son roman éponyme par l’écrivain Patrick Pesnot et diffusé dans le cadre de la série télévisée Série noire le 28 mars 1987 sur TF1.

## Synopsis
Deux bandits en cavale fuient vers la ville de Lorfou...

## Fiche technique
- Titre français : Lorfou
- Réalisation : Daniel Duval
- Scénario : Patrick Pesnot d'après son roman éponyme publié sous le nom de plume de Georges Patrick
- Musique : Yves Simon
- Pays d'origine : France
- Format : Couleurs
- Genre : Policier, film de casse
- Date de sortie : 1987

## Distribution
- Niels Arestrup : Angelo
- Charlotte Véry : Odette
- Daniel Duval : Brunier
- Laura Favali : Marie
- Roland Blanche : Bertil/Bertif
- Jean Benguigui : Massin
- Bernard Cazassus : Auguste
- Philippe Auriault : Bruno
- Frédérique Jamet : Frida
- Max Morel : Roger
- Isabelle Janier : Mme Brunier
- Géraldine Sannac : Caro
- Jean-Marie Lemaire : Eric
- Ann Arnold : Julie
- Patrick Paroux : Le traiteur
- Vincent Grass : Un gendarme
- Franck-Olivier Bonnet : Un gendarme
- Richard Alleman
- Christian Brendel
- Vincent Legras
- Michel Vigné

## Autour du téléfilm
- Dans ce téléfilm, Daniel Duval cumule à nouveau les postes de réalisateur et d’acteur, après l’épisode Un chien écrasé en 1984. En 1991, il apparaît comme acteur dans un troisième épisode, Une gare en or massif, sous la direction de Caroline Huppert.
- C’est la deuxième collaboration entre Roland Blanche et Daniel Duval dans cette série, après l’épisode Un chien écrasé.

## Source
- Claude Mesplède  et Jean-Jacques Schleret (Éd. rév. de: SN, voyage au bout de la Noire), Les auteurs de la Série noire, 1945-1995, Nantes, Joseph K, coll. « Temps noir », 1996, 627 p. (ISBN 978-2-910-68611-6, OCLC 300207570), p. 591.